# Allotinus pyxus
Allotinus pyxus är en fjärilsart som beskrevs av De Nicéville 1895. Allotinus pyxus ingår i släktet Allotinus och familjen juvelvingar. Inga underarter finns listade i Catalogue of Life.